# Challenger Città di Lugano 2025
Il Challenger Città di Lugano 2025 è stato un torneo maschile di tennis professionistico. È stata la 5ª edizione del torneo, facente parte della categoria Challenger 75 nell'ambito dell'ATP Challenger Tour 2025, con un montepremi di 91 000 €. Si è giocato dal 24 febbraio al 2 marzo 2025 sui campi in cemento indoor del Padiglione Conza di Lugano, in Svizzera.

## Partecipanti

### Teste di serie
| Nazionalità | Giocatore         | Ranking* | Testa di serie |
| ----------- | ----------------- | -------- | -------------- |
| Belgio      | Raphaël Collignon | 122      | 1              |
| Croazia     | Borna Ćorić       | 145      | 2              |
| Francia     | Luca Van Assche   | 152      | 3              |
| Belgio      | Alexander Blockx  | 158      | 4              |
| Francia     | Hugo Grenier      | 169      | 5              |
| Germania    | Henri Squire      | 179      | 6              |
| Lituania    | Vilius Gaubas     | 181      | 7              |
| Canada      | Liam Draxl        | 184      | 8              |

* Ranking al 17 febbraio 2025.

### Altri partecipanti
I seguenti giocatori hanno ricevuto una wild card per il tabellone principale:
- Rémy Bertola
- Mika Brunold
- Jakub Paul

I seguenti giocatori sono entrati in tabellone come special exempt:
- Viktor Durasovic
- Patrick Zahraj

Il seguente giocatore è entrato in tabellone con il ranking protetto:
- Dominic Stricker

I seguenti giocatori sono entrati in tabellone come alternate:
- Adrian Andreev
- Wu Tung-lin

I seguenti giocatori sono passati dalle qualificazioni:
- Edas Butvilas
- Vitaliy Sachko
- Murphy Cassone
- Rei Sakamoto
- Dino Prižmić
- Ričardas Berankis

I seguenti giocatori sono entrati in tabellone come lucky loser:
- Cui Jie
- Juan Carlos Prado Ángelo

## Punti e montepremi
| Torneo    | Torneo              | V     | F     | SF    | QF    | 2T    | 1T  | Q | Q2  | Q1  |
| Singolare | Punti               | 75    | 44    | 22    | 12    | 6     | 0   | 4 | 2   | 0   |
| Singolare | Premi in denaro (€) | 9,880 | 5,820 | 3,450 | 2,000 | 1,165 | 720 | – | 360 | 185 |
| Doppio    | Punti               | 75    | 44    | 22    | 12    | –     | 0   | – | –   | –   |
| Doppio    | Premi in denaro (€) | 4,250 | 2,450 | 1,480 | 880   | –     | 500 | – | –   | –   |

## Campioni

### Singolare
Borna Ćorić ha sconfitto in finale  Raphaël Collignon con il punteggio di 6–3, 6–1.

### Doppio
Cleeve Harper /  David Stevenson hanno sconfitto in finale  Jakub Paul /  David Pel con il punteggio di 4–6, 6–3, [10–8].